# Rue de la Régence (Bruxelles)
Ne doit pas être confondu avec Rue de la Régence (Liège) ou Rue de la Régence (Charleroi).
Pour les articles homonymes, voir Rue de la Régence.
La rue de la Régence (en néerlandais : Regentschapsstraat) est une artère de Bruxelles-ville qui va de la place Royale à la place Poelaert. 

## Historique
Le percement de la rue de la Régence participe de la modernisation du quartier Royal, commencée à la fin du XVIIIe siècle par l'aménagement de la place Royale. À l'époque, on avait construit dans l'axe de la future rue de la Régence un ensemble composé de piédestaux et d'une colonnade hémisphérique, appelé passage des Colonnes. 
La réalisation de la rue eut lieu en deux phases. En 1826, le percement d'un premier tronçon, de la place Royale au Sablon, entraîna la disparition du passage des Colonnes. Dessinée par Nicolas Roget, la nouvelle artère, rectiligne et plane, enjambait la rue de Ruysbroeck au moyen d'un petit pont en fer et coupait la rue Bodenbroek.
En un deuxième temps (1872), parallèlement à la construction du nouveau palais de justice, on prolongea la rue de la Régence jusqu'à la place Poelaert, offrant ainsi une superbe perspective sur le nouvel édifice. Cette extension entraîna la disparition de l'hôtel de Tour et Taxis et des jardins de l'hôtel de Mérode. Ces travaux furent suivis par le réaménagement du premier tronçon. L'église Notre-Dame du Sablon fut dégagée d'une partie des immeubles qui l'enserraient et on aménagea le square du Petit Sablon. En 1887, on démolit également le pont de fer et on rasa le haut de la rue de Ruysbroeck, qui fut raccordée à la rue de la Régence par le coude que l'on peut encore voir aujourd'hui.

## Odonymie
Son nom prête à confusion : à l'époque du royaume uni des Pays-Bas, le mot régence (ou regentie en néerlandais) désignait l'ensemble de magistrats communaux connu aujourd'hui sous le nom de collège communal et le nom de la rue était censé rendre hommage à ce corps. On a parfois écrit à tort que le nom de la rue s'appliquait à Érasme-Louis Surlet de Chokier qui assura la régence du royaume de Belgique jusqu'à l'accession au trône de Léopold Ier. Cette erreur se perpétue curieusement dans le nom officiel en néerlandais actuel de la rue, puisque le mot regentschap désigne effectivement la régence au sens où on l'entend généralement en français, c'est-à-dire la période au cours de laquelle une personnalité exerce le pouvoir en l'absence d'un monarque. La dénomination de la rue en néerlandais lors de son percement était Regentiestraat.

## Bâtiments remarquables
- no 2 : le palais du comte de Flandre, accueillant depuis 1982 la Cour des comptes de Belgique.

- no 3 : les musées royaux des Beaux-Arts de Belgique.

- no 12 : entre 1862 et 1873 y habitait le procureur à la Cour d'appel Charles-Victor De Bavay.

- no 30 : le Conservatoire royal de Bruxelles.

- no 32 : la grande synagogue de Bruxelles.